# 37-mm-Hotchkiss-Kanone

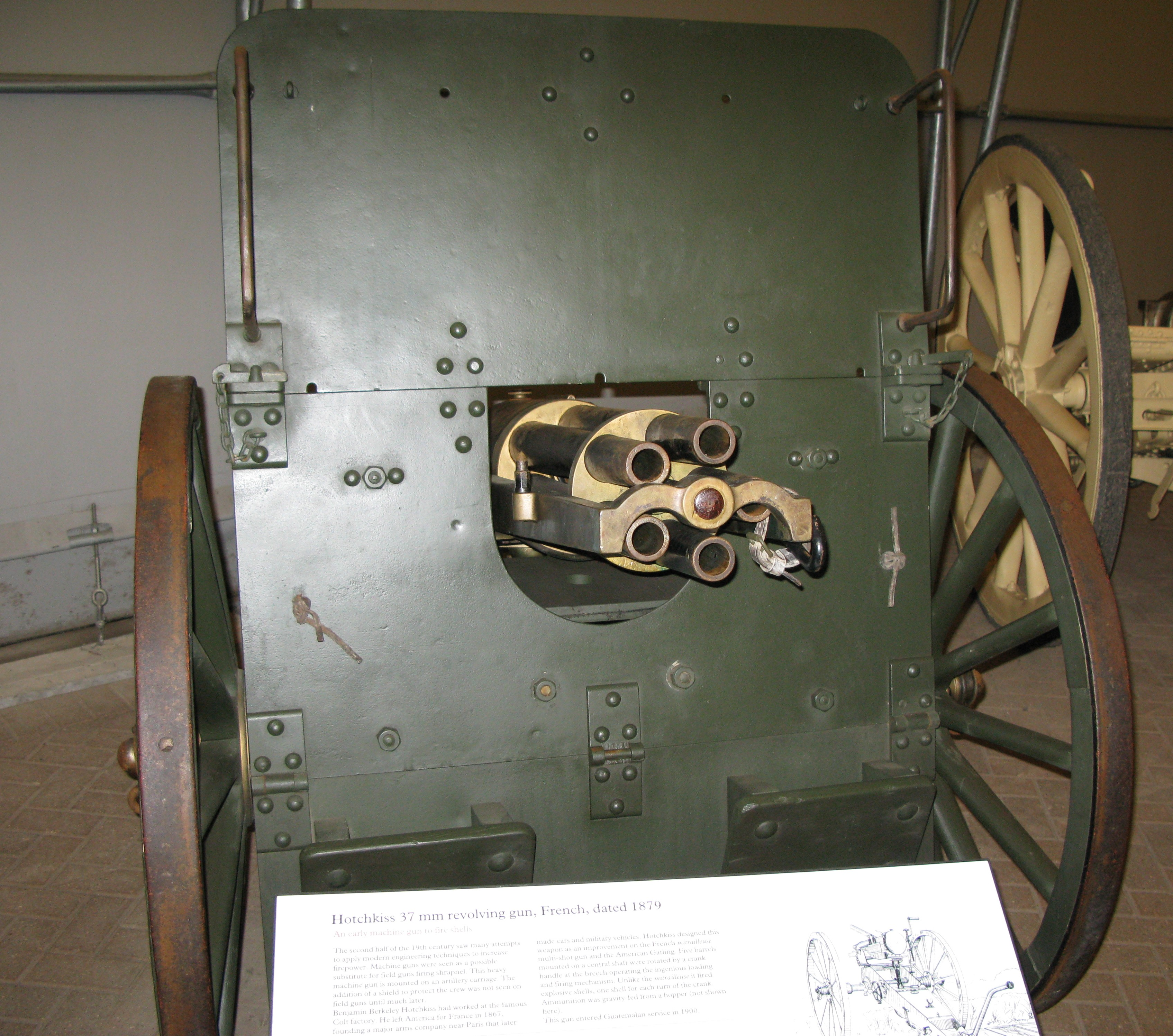
Version auf Radlafette von 1879 in Fort Nelson, England

Die  37-mm-Hotchkiss-Revolverkanone war eine 1873 in Frankreich von Hotchkiss et Cie entwickelte Kanone mit fünf nach dem Revolverprinzip rotierenden Rohren.

## Technik

Prinzipieller Aufbau mit Nockenwelle, Schrittgetriebe und Scotch-Yoke-Kurbeltrieb mit Gleitführung

Zahnstangen-Mechanismus zur Patronenzuführung und -auszug

Wie bei der Gatling Gun rotieren die fünf Rohre der 37-mm-Hotchkiss-Kanone um eine gemeinsame Mittelachse. Das Funktionsprinzip ist jedoch grundverschieden. Bei der Gatling Gun rotiert das Laufbündel kontinuierlich, jeder Lauf hat auf seiner Verlängerung einen Verschluss, der in einem Umlauf des Laufbündels um 360° eine Patrone zuführt, abfeuert und auswirft. Der Vorgang der Patronenzufuhr ins Laufbündel der Hotchkiss-Kanone kann eher mit dem der Prototypen des Mauser-MG-213-Maschinengewehrs verglichen werden.

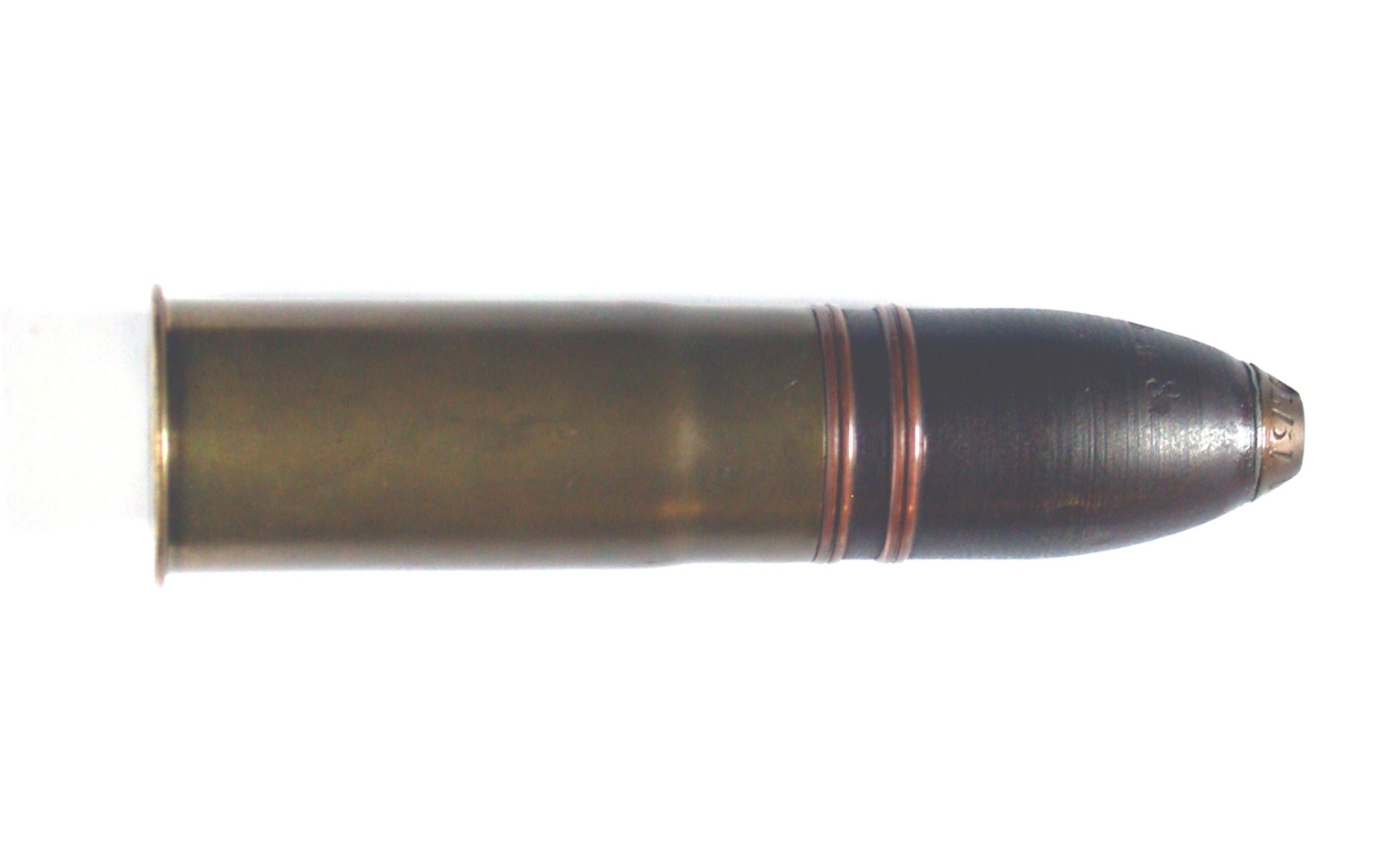
37-mm-Hotchkiss-Sprengpatrone

Bei der Hotchkiss-Kanone liegt im hinter den Läufen angebrachten Gehäuse ein Lademechanismus, der durch eine Handkurbel angetrieben wird, aber nicht mitrotiert. Bei jeder Kurbeldrehung wird das Laufbündel um einen Takt weitergedreht. Im ersten Takt wird im Stillstand durch einen vor- und rücklaufenden Zuführer eine Patrone in den links oben liegenden Lauf eingeführt. Dieser Lauf erreicht im dritten Takt seine unterste Stellung vor dem fest im Gehäuse angebrachten Verschlussblock mit der Bohrung für den Schlagbolzen und wird abgefeuert. Im vierten Takt wird er vom Verschlussblock weggedreht und die Hülse wird ausgezogen. Im fünften Takt wird er wieder in Ladestellung gebracht und geladen.
Die Bedienungsmannschaft bestand aus dem Geschützführer, dem Mann an der Kurbel und dem Lader. Der Geschützführer richtete das Geschütz und konnte die Schussabgabe steuern, indem er die Handkurbel auskuppelte. Geladen wurde mit Munitionsrahmen von 10 Schuss. Die maximale Kadenz der Waffe betrug 60–80 Schuss/Min.

## Verwendungsgeschichte
Die fünfrohrige 37-mm-Revolverkanone von Hotchkiss et Cie wurde ab den 1880er-Jahren von den Marinen Frankreichs, Deutschlands und der Niederlande eingesetzt. Sie diente auf Schiffen ab Kreuzergröße zur Torpedobootabwehr und als Bewaffnung kleinerer Fahrzeuge. Nach 1893 wurden in der deutschen Kaiserlichen Marine diese Geschütze durch die 5,0-cm-Schnelladekanone L/40, ab 1906 durch die 5,2-cm-Schnelladekanone L/55 von Krupp ersetzt, die eine größere Reichweite und Durchschlagskraft hatten.
Ab 1884 kaufte die russische Marine 126 Stück dieses Modells und 24 Stück der ebenfalls fünfrohrigen 47-mm-Revolverkanone. Russland begann 1886 mit der Lizenzproduktion dieser Waffe in Tula. Bis zum Produktionsende 1896 waren 290 Stück hergestellt worden. Während des Ersten Weltkriegs wurden viele davon zur Flugabwehr eingesetzt.
In Russland wurde eine einrohrige Version entwickelt, von der bis 1901 276 Stück beschafft wurden. Sie war leichter als die fünfrohrige Version herzustellen und wurde zur Standardausrüstung der russischen Marine bis 1905. Im Russisch-Japanischen Krieg stellte sich die geringe Feuerkraft heraus und sie wurde in kurzer Zeit von den größeren Schiffen entfernt. Während des Ersten Weltkriegs und des russischen Bürgerkriegs wurde sie zur Bewaffnung von Flussschiffen eingesetzt. In dieser Rolle überlebten die letzten Exemplare auf den Schiffen der Pinsker Flussflottille bis in den Zweiten Weltkrieg.